# Naissance en 1922
Naissance
- 1918
- 1919
- 1920
- 1921
- 1922
- 1923
- 1924
- 1925
- 1926

Cette page dresse une liste de personnalités nées au cours de l'année 1922 présentée dans l'ordre chronologique.
La liste des personnes référencées dans Wikipédia est disponible dans la page de la Catégorie:Naissance en 1922.

## Janvier
- 1er janvier :
  - André Bergeron, dirigeant syndicaliste français († 20 septembre 2014).
  - Tano Cimarosa, acteur et réalisateur italien († 24 mai 2008).
  - Ernest Hollings, homme politique américain († 6 avril 2019).
  - Élisabeth de La Londe, religieuse catholique française († 23 décembre 2015).
- 2 janvier : 
  - Maurice Faure, homme politique français († 6 mars 2014).
  - María Fux, danseuse et écrivain argentine († 31 juillet 2023).
- 3 janvier :
  - Sunwoo Hwi, écrivain sud-coréen († 12 juin 1986).
  - Bill Travers, acteur britannique († 29 mars 1994).
- 4 janvier :
  - Karl-Erik Nilsson, lutteur suédois spécialiste de la lutte gréco-romaine († 14 décembre 2017).
  - Marceau Somerlinck, footballeur français († 9 novembre 2005).
- 6 janvier : Odile de Vasselot de Régné, résistante et agent de renseignement française († 21 avril 2025).
- 7 janvier :
  - Mario Almada, acteur mexicain († 4 octobre 2016).
  - Eric Jupp, compositeur de musiques de film et acteur britannique († 2 janvier 2003).
  - Fatafehi Tuʻipelehake, homme politique tongien († 10 avril 1999).
  - Jean-Pierre Rampal, flûtiste français († 20 mai 2000).
- 8 janvier : 
  - Jan Nieuwenhuys, peintre néerlandais († 28 décembre 1986).
- 9 janvier :
  - Ahmed Sékou Touré, président de la République de Guinée († 26 mars 1984).
  - Robert Clarke, journaliste scientifique, producteur et animateur de télévision, et écrivain français († 13 octobre 2019).
- 10 janvier :
  - Henri Thévenin, compositeur et écrivain français († 26 août 1993).
  - Ester Mägi, compositrice estonienne († 14 mai 2021).
  - Henri Morez, peintre et dessinateur de presse français († 11 octobre 2017).
- 11 janvier : Jean-Pierre Moulin, écrivain helvétique († 8 décembre 2023).
- 13 janvier : Bud Anderson, aviateur militaire américain († 17 mai 2024).
- 17 janvier : 
  - Luis Echeverría Álvarez, président du Mexique de 1970 à 1976 († 9 juillet 2022).
  - Betty White, actrice et productrice américaine († 31 décembre 2021).
- 18 janvier : Bob Bell, acteur américain († 8 décembre 1997).
- 19 janvier :
  - Ken Hughes, réalisateur, scénariste, romancier et producteur britannique († 28 avril 2001).
  - Arthur Morris, joueur de cricket australien († 22 août 2015).
  - Christian Nezelof, médecin, pédiatre et pathologiste français († 18 mai 2015).
  - André Robinet, philosophe et historien de la philosophie français († 13 octobre 2016).
  - Léopold Sluys, organiste, compositeur et pédagogue belge († 6 décembre 1988).
- 20 janvier :
  - Turgun Alimatov, musicien ouzbek († 17 décembre 2008).
  - Yvonne Baseden, espionne française († 28 octobre 2017).
  - Mubashir Hassan, homme politique pakistanais († 14 mars 2020).
  - Don Mankiewicz, scénariste américain († 25 avril 2015).
  - Graham Stark, acteur britannique († 29 octobre 2013).
  - Ed Westcott, photographe américain († 29 mars 2019).
- 21 janvier :
  - Telly Savalas, acteur américain († 22 janvier 1994).
  - Paul Scofield, acteur britannique († 19 mars 2008).
- 22 janvier : Youri Levitanski, poète russe († 25 janvier 1996).
- 23 janvier :
  - Thomas Lewis, homme politique australien († 25 avril 2016).
  - Raymond d'Izarny, prêtre sulpicien et administrateur de site français († 7 mars 2015).
- 24 janvier :
  - Blaga Aleksova, archéologue macédonienne († 12 juillet 2007).
  - Bob Hoover, pilote militaire américain de show aérien († 25 octobre 2016).
- 25 janvier : Luigi Luca Cavalli-Sforza, généticien italien  († 31 août 2018).
- 26 janvier :
  - René Genis, peintre et graveur français († 25 février 2004).
  - Ellen Vogel, actrice néerlandaise († 5 août 2015).
- 28 janvier :
  - Roger Dérieux, peintre français rattaché à l'école de Paris († 26 septembre 2015).
  - Georges Mauvois, écrivain et homme politique martiniquais († 4 décembre 2018).
  - Ungku Abdul Aziz, économiste malaisien († 15 décembre 2020).
- 30 janvier: Michel Peyramaure, écrivain français († 11 mars 2023).
- ? janvier : Mario Bardi, peintre réaliste italien († 7 septembre 1998).
- 31 janvier : Qin Yi, actrice chinoise († 9 mai 2022).

## Février
- 1er février :
  - Manuel Fernández, joueur et entraîneur de football espagnol naturalisé français († 9 janvier 1971).
  - Huguette Rivière, chanteuse soprano lyrique française († 24 novembre 2018)
  - Renata Tebaldi, soprano italienne († 19 décembre 2004).
- 2 février :
  - Huguette Arthur Bertrand, peintre non figurative française († 9 février 2005).
  - Matsuzawa Yutaka, peintre japonais († 15 octobre 2006).
  - Jeanette Vogelbacher, gymnaste artistique française  († 10 novembre 2018).
- 4 février :
  - Denise Bernot, linguiste française († 12 mai 2016).
  - André Brulé, coureur cycliste français († 3 mars 2015).
  - William Phipps, acteur américain († 1er juin 2018).
- 5 février : Jeanine Rueff, compositrice et pédagogue française († septembre 1999).
- 6 février :
  - Jacques de Bauffremont, aristocrate français († 9 janvier 2020).
  - Patrick Macnee, acteur britannique († 25 juin 2015).
  - Haskell Wexler, directeur de la photographie, réalisateur, producteur, acteur et scénariste américain († 27 décembre 2015).
- 7 février :
  - Leon Bibb, chanteur de folk et acteur américain († 23 octobre 2015).
  - André Bricka, peintre paysagiste français († 15 octobre 1999).
  - Romuald Castellani, joueur et entraineur de football français († 2005).
- 8 février :
  - Erika Burkart, écrivain et poète suisse († 14 avril 2010).
  - Robert Desbats, coureur cycliste français († 16 avril 2007).
  - Audrey Meadows, actrice américaine († 3 février 1996).
  - Manuel Oltra, pianiste, chef d’orchestre, compositeur et pédagogue espagnol († 25 septembre 2015).
- 10 février :
  - Richard Balducci, réalisateur, scénariste et écrivain français († 8 décembre 2015).
  - Árpád Göncz, homme d'État hongrois († 6 octobre 2015).
  - Thái Văn Kiểm, orientaliste vietnamien († 21 février 2015).
- 11 février : Werner Wälchli, graphiste, lithographe et peintre suisse († 2 juillet 2010).
- 13 février :
  - François de Gaulle, prêtre catholique et missionnaire français († 2 avril 2020).
  - Jean Lechantre, joueur et entraîneur de football né belge puis naturalisé français († 12 février 2015).
  - Hal Moore, lieutenant-général des forces armées des États-Unis († 10 février 2017).
- 15 février :
  - John Anderson, homme politique américain († 3 décembre 2017).
  - Doris Kuhlmann-Wilsdorf, métallurgiste allemande († 25 mars 2010).
- 16 février :
  - René Finkelstein, éditeur français († 19 décembre 2015).
  - Luigi Meneghello, universitaire, traducteur et écrivain italien († 26 juin 2007).
- 17 février :
  - Jean Bréant, peintre français († 14 mai 1984).
  - Oscar Plattner, coureur cycliste suisse († 21 août 2002).
- 18 février : Alexander Semionov, peintre russe soviétique († 23 juin 1984).
- 19 février :
  - Władysław Bartoszewski, historien et homme politique polonais († 24 avril 2015).
  - Sandy Becker, acteur américain († 9 avril 1996).
- 20 février :
  - Jean Diederich, coureur cycliste luxembourgeois († 6 décembre 2012).
  - Pierre Toulat, ecclésiastique français († 10 octobre 2018).
  - Georges Villeneuve, notaire et homme politique canadien († 17 février 2020).
- 22 février :* Sayed Haider Raza, peintre indien († 23 juillet 2016).
- 23 février :
  - Marcel Fiorini, peintre non figuratif et graveur français († 16 janvier 2008).
  - Ilse Hollweg, soprano allemande († 9 février 1990).
- 24 février :
  - Richard Hamilton, peintre et graphiste britannique († 13 septembre 2011).
  - Steven Hill, acteur américain († 23 août 2016).
  - Carlo Riva, ingénieur et industriel italien († 10 avril 2017).
  - Felix Werder, compositeur de musique classique et électronique australien d'origine allemande († 3 mai 2012).
- 25 février :
  - Molly Lamb Bobak, artiste canadienne († 2 mars 2014).
  - Miloslava Misáková, gymnaste tchécoslovaque puis tchèque († 1er juillet 2015).
  - Tex Winter, joueur et entraîneur de basket-ball américain († 10 octobre 2018).
- 26 février :
  - William Baumol, économiste américain († 4 mai 2017).
  - Franz Beyer, musicologue allemand († 29 juin 2018).
  - Gilles Curien, diplomate français († 8 février 2017).
- 27 février : Vasco Bendini, peintre informaliste italien († 31 janvier 2015).
- 28 février :
  - Radu Câmpeanu, homme politique roumain († 19 octobre 2016).
  - Jean Saussac, peintre et décorateur de théâtre et de cinéma français († 13 février 2005).
  - Emilio Scanavino, peintre et sculpteur italien († 28 novembre 1986).

## Mars
- 1 mars : Yitzhak Rabin, militaire et homme d’État israélien , Premier ministre d'Israël de 1974 à 1977 († 4 novembre 1995).
- 2 mars :
  - Herbert Ahues, compositeur allemand de problèmes d'échecs († 11 juillet 2015).
  - Hilarion Capucci, religieux catholique de rite melkite, vicaire patriarcal de Jérusalem († 1er janvier 2017).
  - René Cruse, pasteur devenu athée, militant pacifiste, écologiste actif dans le mouvement antinucléaire et écrivain français († 10 décembre 2017).
- 4 mars : Charles-Émile Loo, homme politique français († 20 août 2016).
- 5 mars :
  - Semion Goudzenko, poète soviétique († 12 février 1953).
  - Claude Frikart, évêque catholique français († 18 décembre 2014).
  - James Noble, acteur américain († 28 mars 2016).
  - Pier Paolo Pasolini, écrivain, scénariste et réalisateur italien († 2 novembre 1975).
- 7 mars : Umberto Betti, cardinal italien († 1er avril 2009).
- 8 mars : Shigeru Mizuki, mangaka japonais († 30 novembre 2015).
- Jean Laborde, homme politique français († 18 janvier 2022).
- 11 mars : Abdul Razak, premier ministre de Malaisie († 14 janvier 1976).
- 12 mars : Jack Kerouac (Jean-Louis Kerouac), écrivain romancier américain († 21 octobre 1969).
- 13 mars :
  - Karl Dietrich Bracher, politologue et historien allemand († 19 septembre 2016).
  - Prudent Carpentier, homme politique canadien († 22 mars 2019).
- 15 mars :
  - Karl-Otto Apel, philosophe allemand († 15 mai 2017).
  - David Bowker, skipper britannique († 18 mars 2020).
- 17 mars : Walter Grauman, réalisateur et producteur américain († 20 mars 2015).
- 18 mars :
  - Egon Bahr, homme politique allemand († 19 août 2015).
  - Aaron Shikler, peintre américain († 12 novembre 2015).Ugo Tognazzi, Renato de "La Cage aux Folle"
- 19 mars : 

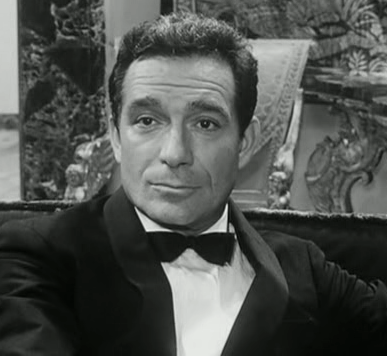
Ugo Tognazzi, Renato de "La Cage aux Folle"

  - Hirō Onoda, soldat japonais restant († 16 janvier 2014).
  - Paul Sérant, journaliste, essayiste et romancier français († 2 octobre 2002).
- 20 mars : Carl Reiner, acteur, réalisateur et producteur américain († 29 juin 2020)
- 21 mars : 
  - Léon Hannotte, homme politique belge († 21 février 1978).
  - Franz Wunsch, garde SS au camp de concentration d’Auschwitz († 23 février 2009).
- 22 mars :
  - Rolland-Yves Mauvernay, docteur en pharmacie et chef d'entreprise français et suisse († 14 novembre 2017).
  - Stewart Stern, scénariste américain († 2 février 2015).
- 23 mars :
  - Louis Kuehn, évêque catholique français († 25 juin 2008).
  - Ugo Tognazzi, acteur de cinéma et réalisateur italien († 27 octobre 1990).
- 24 mars : 
  - Joseph Milik, prêtre polonais († 6 janvier 2006).
  - Miguel Gustavo, journaliste, animateur de radio et compositeur brésilien († 22 janvier 1972).
- 26 mars : Enrique Orizaola, joueur et entraîneur de football espagnol († 10 juin 2013).
- 27 mars : Marcel Conche, philosophe français († 27 février 2022).
- 28 mars : Pino Cerami, coureur cycliste italien naturalisé belge († 20 septembre 2014).
- 30 mars :
  - Turhan Bey, acteur et producteur américain d'origine turque († 30 septembre 2012).
  - Virgilio Noe, cardinal italien († 24 juillet 2011).

## Avril
- 2 avril : Dino Monduzzi, cardinal italien de la curie romaine († 13 octobre 2006).
- 3 avril :
  - Lavinia Bazhbeuk-Melikyan, peintre soviétique puis arménienne († 8 novembre 2005).
  - Doris Day, chanteuse, actrice et productrice américaine († 13 mai 2019).
  - Mady de La Giraudière, peintre, illustratrice et lithographe française († 24 février 2018).
- 4 avril :
  - Marcel Berthomé, homme politique français († 24 octobre 2023).
  - François Cloutier, psychiatre et homme politique québécois († 23 mars 2016).
  - Armand Jammot, producteur de télévision français († 19 avril 1998).
- 6 avril : Kai Nyborg, homme politique danois († 22 avril 2008).
- 8 avril :
  - Simon-Pierre Kikhounga-Ngot, homme politique et syndicaliste congolais († 8 avril 2015).
  - Carmen McRae, chanteuse de jazz américaine († 10 novembre 1994).
  - Jean Vilnet, évêque catholique français, évêque de Lille († 23 janvier 2013).
- 9 avril : Albert Weinberg, dessinateur belge de bande dessinée († 29 septembre 2011).
- 11 avril : Jacques Burel, peintre français († 28 septembre 2000).
- 13 avril : 
  - Elisabeth Waldheim, épouse de Kurt Waldheim († 28 février 2017).
  - Julius Nyerere, homme politique tanzanien, premier président de la Tanzanie († 14 octobre 1999).
- 14 avril :
  - Ali Akbar Khan, musicien et compositeur indien († 18 juin 2009).
  - Joseph Poli, journaliste français († 11 janvier 2011).
- 15 avril :
  - Michael Ansara, acteur américain († 31 juillet 2013).
  - Mario Comensoli, peintre figuratif suisse († 2 juin 1993).
  - Louis Wouters, footballeur belge († 22 décembre 1992).
- 16 avril : Boby Lapointe, chanteur français († 29 juin 1972).
- 18 avril :
  - François Gagnon, homme politique canadien († 4 mai 2017).
  - Barbara Hale, actrice américaine († 26 janvier 2017).
- 19 avril : Kuno Klötzer, joueur et entraîneur de football allemand († 6 août 2011).
- 20 avril : Roland Glavany, général de corps d'armée et pilote d'essai français († 16 janvier 2017)
- 21 avril :
  - Valérie André, résistante, médecin militaire et pilote d'hélicoptère française († 21 janvier 2025).
  - Meira Delmar, poète colombienne († 18 mars 2009).
  - Daniel McKinnon,  joueur de hockey sur glace américain († 6 août 2017).
- 22 avril :
  - Jean-Pierre Finant, homme politique congolais († 13 février 1961).
  - Charlie Mingus, contrebassiste de jazz américain († 5 janvier 1979).
- 23 avril : Jack May, acteur britannique († 19 septembre 1997).
- 24 avril :
  - Susanna Agnelli, femme politique et femme d'affaires italienne († 15 mai 2009).
  - J. D. Cannon, acteur américain († 20 mai 2005).
- 25 avril :
  - Georges-Marie Cottier, cardinal suisse, théologien émérite de la maison pontificale († 31 mars 2016).
  - Jacques Fontaine, historien français († 31 mai 2015).
- 26 avril :
  - Pol Bury, peintre et sculpteur belge († 28 septembre 2005).
  - Roger Grava, footballeur français d'origine italienne († 4 mai 1949).
  - Jeanne Mathilde Sauvé, femme politique, gouverneur général du Canada († 26 janvier 1993).
- 27 avril : Martin Gray, écrivain franco-américain, d'origine juive polonaise († 25 avril 2016).
- 28 avril :
  - Pedro Rocamora, footballeur espagnol († 5 janvier 2012).
  - Michel de Séréville, peintre français († 23 février 2006).
- 29 avril :
  - Parren Mitchell, homme politique américain († 28 mai 2007).
  - Toots Thielemans, harmoniciste de jazz belge († 22 août 2016).
- 30 avril : Robert Roynette, peintre, décorateur, céramiste et résistant français († 27 janvier 2016).

## Mai
- 1er mai : Haïm Lipsky, violoniste juif polonais († 4 juillet 2017).
- 2 mai :
  - Roscoe Lee Browne, acteur de cinéma et metteur en scène de théâtre américain († 11 avril 2007).
  - Claude Le Hénaff, officier de la France libre, compagnon de la Libération, général († 20 décembre 1995).
  - Serge Reggiani, comédien et chanteur français († 23 avril 2004).
  - Paul Revel, peintre et graveur français († 19 avril 1983).
- 4 mai : Eugenie Clark, ichtyologiste américaine († 25 février 2015).
- 5 mai :
  - Monica Lewis, chanteuse de jazz et actrice américaine († 12 juin 2015).
  - Carlos Verdeal, footballeur argentin († octobre 1999).
- 6 mai :
  - Vladimir Etouch, acteur soviétique puis russe († 9 mars 2019).
  - Hazem Nuseibeh, homme politique et diplomate jordanien d'origine palestinienne († 10 avril 2022).
- 7 mai :
  - Darren McGavin, acteur, producteur, réalisateur et scénariste américain († 25 février 2006).
  - Jean Miramond, footballeur français († 22 avril 2003).
- 8 mai :
  - Bernardin Gantin, cardinal béninois, doyen émérite du collège cardinalice († 13 mai 2008).
  - Stephen Kim Sou Hwan, cardinal sud-coréen, archevêque émérite de Séoul († 16 février 2009).
  - Alfred Schreyer, violoniste, chanteur et militant culturel juif polonais († 25 avril 2015).
- 9 mai :
  - Marcel Boiteux, économiste, mathématicien et haut fonctionnaire français († 6 septembre 2023).
  - Rolands Kalniņš, réalisateur letton († 17 mai 2022).
- 11 mai : Jan Engels, coureur cycliste belge († 17 avril 1972).
- 13 mai :
  - Phil Cayser, rameur d'aviron australien († 15 juillet 2015).
  - Otl Aicher, designer graphiste allemand († 1er septembre 1991).
  - Beatrice Arthur, actrice américaine († 25 avril 2009).
- 14 mai :
  - Terence Longdon, acteur anglais († 23 avril 2011).
  - Justo Nuevo, footballeur français († 31 juillet 1991).
- 15 mai :
  - Adil Çarçani, politicien albanais († 13 octobre 1997).
  - Selma Engel-Wijnberg, juive néerlandaise qui s'évada du camp d'extermination de Sobibor († 4 décembre 2018).
  - Miodrag B. Protić, peintre, critique d'art et historien de l'art serbe († 20 décembre 2014).
  - Hédi Turki, peintre, aquarelliste et dessinateur tunisien († 31 mars 2019).
- 17 mai : Jean Savatier, professeur émérite français de droit social († 24 février 2015).
- 18 mai :
  - Mario Casalinuovo, homme politique italien († 14 juillet 2018).
  - Kai Winding, tromboniste de jazz danois († 6 mai 1983).
- 19 mai : Dora Doll, actrice française († 15 novembre 2015).
- 21 mai :
  - Pierre Lesieur, peintre français († 28 septembre 2011).
  - Pio Laghi, cardinal italien, préfet émérite de la Congrégation pour l'éducation catholique († 10 janvier 2009).
- 24 mai :
  - Sadao Bekku, compositeur de musique classique japonais († 12 janvier 2012).
  - Robert Delorozoy, homme politique français († 2 juin 2015).
- 25 mai :
  - Enrico Berlinguer, homme politique italien († 11 juin 1984).
  - June Byers catcheuse américaine († 20 juillet 1998).
- 27 mai :
  - Otto Carius, militaire allemand († 24 janvier 2015).
  - Christopher Lee, acteur britannique († 7 juin 2015).
- 28 mai : André Thorent, acteur français († 27 mars 2015).
- 29 mai : 
  - Iannis Xenakis, compositeur français († 4 février 2001).
  - Jean-Pierre Tennevin, écrivain français († 13 décembre 2023).
- 30 mai :
  - Hal Clement, écrivain de science-fiction américain († 29 octobre 2003).
  - Robin Fletcher, joueur britannique de hockey sur gazon († 15 janvier 2016).
- 31 mai :
  - Jean Cussac, chanteur (baryton) et directeur musical français.
  - Denholm Elliott, acteur britannique († 6 octobre 1992).
  - Bernhard Hassenstein, biologiste et  comportementaliste allemand († 16 avril 2016).

## Juin
- 1er juin :
  - Laura Ayres, virologue portugaise († 16 janvier 1992).
  - Luis Gamonal, footballeur espagnol († 18 mars 1981).
  - Joan Copeland, actrice américaine  († 4 janvier 2022).
- 2 juin :
  - Jean-Marie Coldefy, journaliste, scénariste et réalisateur français († 23 juin 2008).
  - Juan Antonio Bardem, cinéaste espagnol († 30 octobre 2002).
  - Charlie Sifford, golfeur américain († 3 février 2015).
  - Judith Westphalen, peintre péruvienne († 31 décembre 1976).
- 3 juin :
  - Wiesław Michnikowski, acteur polonais († 29 septembre 2017).
  - Alain Resnais, réalisateur français († 1er mars 2014).
- 4 juin : Jaroslav Serpan, peintre et sculpteur franco-tchèque († 12 mai 1976).
- 5 juin : Robert Ouédraogo, prêtre et musicien burkinabé († 2 février 2002).
- 7 juin :
  - June Lindsey, physicienne britanno-canadienne († 4 novembre 2021).
  - Leo Reise, joueur de hockey sur glace canadien († 26 juillet 2015).
- 8 juin : Gene Blakely, acteur américain († 23 novembre 1987).
- 9 juin :
  - George Axelrod, dramaturge, scénariste, producteur, réalisateur et acteur américain († 21 juin 2003).
  - Germaine Bonnafon, membre de la résistance intérieure française († 5 décembre 2016).
- 10 juin : Rose Mofford, femme politique américaine († 15 septembre 2016).
- 11 juin :
  - Alberto Bovone, cardinal italien, préfet de la Congrégation pour les causes des saints († 17 avril 1998).
  - John Bromfield, acteur américain († 19 septembre 2005).
  - Erving Goffman, sociologue américain († 19 novembre 1982).
  - Claude Petitet, peintre français († 12 novembre 1996).
- 12 juin : Claude Dulong, historienne française († 29 octobre 2017).
- 13 juin : Maurice Diot, coureur cycliste français († 4 mars 1972).
- 14 juin :
  - Eugène Boyer, homme politique et vétérinaire français († 23 septembre 2017).
  - Kevin Roche, architecte irlando-américain († 1er mars 2019).
- 15 juin :
  - Liliana Bareva, soprano bulgare († 21 juin 2007).
  - Jean Peyrafitte, homme politique français († 11 novembre 2017).
  - John Veale, compositeur anglais († 16 novembre 2006).
- 16 juin : Anne Perrier, écrivaine et poétesse vaudoise († 16 janvier 2017).
- 18 juin : Donald Keene, japonologue d'origine américaine naturalisé japonais († 24 février 2019).
- 19 juin : Aage Niels Bohr, physicien danois († 8 septembre 2009).
- 20 juin : Jacques Duntze, aviateur et résistant français  († 6 février 1995).
- 21 juin :
  - Guy Charbonneau, homme d'État canadien († 18 janvier 1998).
  - Joseph Ki-Zerbo, historien et homme politique voltaïque puis burkinabé († 4 décembre 2006).
  - Jacques Tournier, écrivain et traducteur français († 15 mars 2019).
- 22 juin :
  - Roland Amar, footballeur français († 6 septembre 2004).
  - Osvaldo Fattori, footballeur italien († 27 décembre 2017).
  - Ewen Whitaker, astronome américain d'origine britannique († 11 octobre 2016).
- 24 juin : Antoine Pons, footballeur français († 5 avril 1996).
- 25 juin :
  - Antonio Bienvenida (Antonio Mejías Jiménez), matador espagnol († 7 octobre 1975).
  - Shunsuke Tsurumi, historien et philosophe japonais († 20 juillet 2015).
- 26 juin :
  - Enzo Apicella, dessinateur de bandes dessinées, un journaliste, un designer, un caricaturiste et un peintre italien († 31 octobre 2018).
  - Pierre Dosséna, footballeur français († 1er juin 1995).
- 27 juin : George Walker, compositeur afro-américain († 23 août 2018).
- 28 juin :
  - Erik Bauersfeld, acteur spécialisé dans le doublage et animateur de radio américain († 3 avril 2016).
  - Mauro Bolognini, réalisateur italien († 14 mai 2001).
- 29 juin :
  - Roger Golias, joueur et entraîneur de golf français († 23 août 2018).
  - Irène Pétry, femme politique belge († 17 avril 2007).

## Juillet
- 2 juillet :
  - Pierre Cardin, couturier et homme d'affaires français († 29 décembre 2020).
  - Roger Cuvillier, ingénieur opticien français († 14 janvier 2019).
  - Shōichi Osada, banquier japonais († 15 février 2010).
- 3 juillet :
  - Pierre Billard, journaliste français, critique et historien du cinéma († 10 novembre 2016).
  - Kurt Fiedler, homme politique autrichien († 30 octobre 1984).
  - Valerio Puccianti, athlète français († 28 novembre 2020).
- 4 juillet : Corneille, peintre, graveur, sculpteur et céramiste néerlandais († 5 septembre 2010).
- 5 juillet : Roger Marage, peintre et graveur français († 21 juin 2012).
- 6 juillet :
  - Saito Shin Ichi, peintre japonais († 18 septembre 1994).
  - William Schallert, acteur américain († 8 mai 2016).
  - Yves Guéna, haut fonctionnaire, homme politique, écrivain et ancien résistant français († 3 mars 2016).
- 7 juillet : Joseph Heckel, footballeur français († 29 mai 2011).
- 8 juillet :
  - Élie Fruchart, joueur et entraîneur de football français († 1er juillet 2003).
  - Pierre Grimblat, scénariste, acteur, producteur, publicitaire et réalisateur français († 4 juin 2016).
- 9 juillet : Jean Rémond, évêque catholique français († 21 février 2009).
- 10 juillet :
  - Juan Aretio, joueur et entraîneur de football espagnol († 24 septembre 1973).
  - Jake LaMotta, boxeur américain († 19 septembre 2017).
- 11 juillet :
  - Norman Abbott, réalisateur, producteur de cinéma, scénariste et acteur américain († 9 juillet 2016).
  - John Cassels, mathématicien anglais († 27 juillet 2015).
  - Gene Evans, acteur américain († 1er avril 1998).
- 13 juillet :
  - Andrés Catalá, joueur et entraîneur de football espagnol († 25 avril 2004).
  - Anker Jørgensen, homme politique danois († 20 mars 2016).
- 14 juillet : Bruno Pulga, peintre non figuratif italien († 1992).
- 15 juillet :
  - Henri Bangou, homme politique français († 21 novembre 2023).
  - Suzanne Citron, historienne et essayiste française († 22 janvier 2018).
  - Leon Lederman, physicien américain († 3 octobre 2018).
  - Jean-Pierre Richard, critique littéraire français († 15 mars 2019).
- 16 juillet :
  - Augustin Brassard, homme politique fédéral provenant du Québec († 26 décembre 1971).
  - Robert Goethals, joueur et entraîneur de football belge († 7 juillet 2011).
  - Albert Zimmer, résistant français († 23 novembre 1944).
- 17 juillet : Jane Cronin Scanlon, mathématicienne américaine († 19 juin 2018).
- 18 juillet :
  - Jean de Gribaldy, coureur cycliste et directeur sportif français († 2 janvier 1987).
  - Georg Kreisler, musicien, auteur-compositeur-interprète satirique américain d'origine autrichienne († 22 novembre 2011).
- 20 juillet : Alan Stephenson Boyd, homme politique américain († 18 octobre 2020).
- 21 juillet : Christian Alers, acteur français († 4 mars 2019).
- 22 juillet :
  - Jacqueline Cartier, actrice, écrivaine et journaliste française († 20 juillet 2017).
  - Raymond Chirat, historien du cinéma français († 26 août 2015).
  - John B. Goodenough, physicien et professeur américain († 25 juin 2023).
- 23 juillet : Fernando Carcupino, peintre italien († 21 mars 2003).
- 24 juillet :
  - Bernard Ładysz, chanteur d'opéra et acteur polonais († 25 juillet 2020).
  - Maurice Loirand, peintre français († 29 février 2008).
- 26 juillet :
  - Gilberto Agustoni, cardinal suisse, préfet émérite du Tribunal suprême de la Signature apostolique († 13 janvier 2017).
  - Gérard Calvi, compositeur et chef d'orchestre français († 20 février 2015).
  - Blake Edwards, acteur, scénariste, réalisateur et producteur américain († 15 décembre 2010).
  - Andrzej Koszewski, compositeur et musicologue polonais († 17 février 2015).
  - Albert Marenčin, écrivain surréaliste, poète, essayiste, scénariste, artiste, traducteur et critique tchécoslovaque puis slovaque († 9 mars 2019).
  - Jason Robards, acteur américain († 26 décembre 2000)
- 27 juillet : 
  - Norman Hudis, scénariste britannique († 8 février 2016).
  - Norman Lear, producteur, scénariste, réalisateur et acteur américain († 5 décembre 2023).
- 28 juillet : Maurice Delbez, réalisateur et producteur de cinéma français († 23 mars 2020).
- 29 juillet : André Cottavoz, peintre et lithographe français († 8 juillet 2012).
- 30 juillet : Emil Wolf, physicien américain d'origine tchécoslovaque († 2 juin 2018).
- 31 juillet : Lorenzo Antonetti, cardinal italien († 10 avril 2013).

## Août
- 2 août : Paul Laxalt, homme politique américain († 6 août 2018).
- 4 août :
  - Luis Aponte Martinez, cardinal portoricain, archevêque émérite de San Juan de Porto Rico († 10 avril 2012).
  - Gérard du Peloux, athlète et journaliste français († 15 mai 2015).
  - Sheldon Wolin, écrivain et philosophe politique américain († 21 octobre 2015).
- 5 août :
  - Carlos Maggi, avocat, historien, journaliste, dramaturge et homme de lettres uruguayen († 15 mai 2015).
  - L. Tom Perry, américain, apôtre de l’Église de Jésus-Christ des saints des derniers jours († 30 mai 2015).
- 6 août : Daniel Walker, homme politique américain († 29 mai 2015).
- 7 août :
  - Helmut Kallmann (de), historien canadien († 12 février 2012).
  - André Ruellan, écrivain de science-fiction et scénariste français († 10 novembre 2016).
- 8 août :
  - Rory Calhoun, acteur, producteur et scénariste américain († 28 avril 1999).
  - Jean Vincent de Crozals, sculpteur er peintre français († 9 août 2009).
  - Gaston Diomi Ndongala, homme politique congolais († 16 octobre 1985).
- 9 août :
  - Conchita Cintrón, rejoneadora péruvienne († 17 février 2009).
  - Alfred G. Knudson, généticien américain († 10 juillet 2016).
- 11 août :
  - Mavis Gallant, écrivaine canadienne († 18 février 2014).
  - Ron Grainer, compositeur australien († 21 février 1981).
- 14 août :
  - M'hamed Boucetta, homme politique et avocat marocain († 17 février 2017).
  - Noe Canjura, peintre salvadorien († 29 septembre 1970).
  - Frédéric Rossif, réalisateur français († 18 avril 1990).
- 15 août : Sabino Barinaga Alberdi, joueur et entraîneur de football espagnol († 19 mars 1988).
- 18 août : 
  - Alain Robbe-Grillet, romancier français, académicien français (fauteuil 32) († 18 février 2008).
  - Mary Freeman-Grenville, une pair et femme politique britannique († 30 septembre 2012).
- 21 août : Albert Irvin, peintre britannique († 26 mars 2015).
- 22 août :
  - Joseph Dietrich, chercheur français († 17 avril 2017).
  - Ivry Gitlis, violoniste israélien († 24 décembre 2020).
  - Micheline Presle, actrice française († 21 février 2024).
  - William de Rham, cavalier suisse de saut d'obstacles.
- 23 août :
  - Roland Dumas, avocat et homme politique français († 3 juillet 2024).
  - Eevi Huttunen, patineuse de vitesse finlandaise († 3 décembre 2015).
  - Inge Deutschkron, écrivaine et journaliste germano-israélienne († 9 mars 2022).
- 24 août :
  - René Lévesque, homme politique et journaliste québécois († 1er novembre 1987).
  - Lennart Nilsson, photographe suédois († 28 janvier 2017).
  - Jean Pommier, comédien français († 12 mars 2018).
- 26 août :
  - Roland Bierge, peintre français († 26 décembre 1991).
  - Maud de Belleroche, femme de lettres française († 17 février 2017).
  - Lazar Nikolov, compositeur et pédagogue bulgare († 7 février 2005).
- 27 août : Robert Dauber, compositeur et violoncelliste allemand († 24 mars 1945).
- 29 août :
  - Arthur Anderson, acteur américain († 9 avril 2016).
  - Henk Faanhof, coureur cycliste néerlandais († 27 janvier 2015).
- 31 août :
  - André Baudry, créateur français de la revue homophile Arcadie († 1er février 2018).
  - Gianni Bertini, peintre italien († 8 juillet 2010).

## Septembre
- 1er septembre :
  - Yvonne De Carlo, actrice canadienne († 8 janvier 2007).
  - Vittorio Gassman, acteur italien († 29 juin 2000).
  - Melvin Laird, homme politique américain († 16 novembre 2016).
- 3 septembre : Yao Lee, chanteuse chinoise († 19 juillet 2019).
- 4 septembre : Rosalío José Castillo Lara, cardinal vénézuélien de la Curie romaine († 16 octobre 2007).
- 7 septembre :
  - Maurice Lévy, physicien français († 13 avril 2022).
  - Jacques Pecnard, peintre, graveur, sculpteur et illustrateur français († 16 juin 2012).
- 8 septembre : Lyndon LaRouche, homme politique, essayiste et polémiste américain († 12 février 2019).
- 9 septembre : 
  - Solange Alexandre, institutrice, résistante française.
  - Hans Georg Dehmelt, physicien germano-américain († 7 mars 2017).
  - Manólis Glézos, homme politique et écrivain grec († 30 mars 2020).
  - Warwick Estevam Kerr, ingénieur agricole, généticien, entomologiste et professeur brésilien († 15 septembre 2018).
  - Robert Liensol, acteur français († 11 février 2011).
- 10 septembre : André Pieters, coureur cycliste belge († 22 février 2001).
- 11 septembre :
  - Robert Day, réalisateur, acteur et scénariste britannique († 17 mars 2017).
  - Charles Evers, activiste et homme politique américain († 22 juillet 2020).
  - Vito Kapo, femme politique albanaise († 29 février 2020).
- 12 septembre : Youen Durand, peintre français († 24 novembre 2005)
- 14 septembre : Michel Auclair, acteur français († 7 janvier 1988).
- 15 septembre :
  - Sergio de Castro, peintre français d'origine argentine († 31 décembre 2012).
  - Jackie Cooper, acteur, réalisateur et producteur de cinéma américain († 3 mai 2011).
  - Glen Corbett, acteur américain † 15 août 1997).
- 16 septembre :
  - Guy Hamilton, réalisateur britannique († 20 avril 2016).
  - Marcel Mouloudji, chanteur, auteur-compositeur-interprète, peintre et acteur († 14 juin 1994).
  - Janis Paige, actrice américaine († 2 juin 2024).
  - John Walton, médecin neurologue, homme politique et pair à vie du Royaume-Uni († 21 avril 2016).
- 17 septembre :
  - Walter Curley, 57e ambassadeur des États-Unis en France († 2 juin 2016).
  - Frank Spellman, haltérophile américain († 12 janvier 2017).
- 18 septembre : Laurens van Ravens, arbitre de football néerlandais († 23 octobre 2018).
- 19 septembre : Dana Zátopková, athlète tchécoslovaque qui pratiquait le lancer du javelot († 13 mars 2020).
- 21 septembre :
  - Pierre Andrès, sculpteur sur bois et peintre français († 10 juillet 2011).
  - In Tam, homme politique cambodgien († 1er avril 2006).
- 22 septembre : Yvette Horner, accordéoniste française († 11 juin 2018).
- 23 septembre : Louise Latham, actrice américaine († 12 février 2018).
- 24 septembre :
  - Hossein Ali Montazeri, haut dignitaire chiite iranien († 19 décembre 2009).
  - Joseph Rouffanche, poète français († 22 janvier 2017).
- 25 septembre : Roger Etchegaray, cardinal français († 4 septembre 2019).
- 27 septembre :
  - Arthur Penn, réalisateur américain († 28 septembre 2010).
  - Ray Saunders, acteur américain († 13 mars 2000).
- 28 septembre : Joe Silver, acteur américain († 27 février 1989).
- 29 septembre : Esther Brand, athlète sud-africaine, spécialiste du saut en hauteur († 20 juin 2015).
- 30 septembre :
  - Oscar Pettiford, contrebassiste de jazz américain († 8 septembre 1960).
  - Michel Lemoine, acteur et réalisateur français († 27 juillet 2013).
  - Albert Raisner, harmoniciste, animateur de télévision et producteur de télévision et de radio français († 1er janvier 2011).

## Octobre
- 1er octobre : André Rousselet, haut fonctionnaire, homme politique et chef d'entreprise français († 29 mai 2016).
- 3 octobre :
  - Renée Aspe, peintre française († 17 septembre 1969).
  - John Craxton, peintre britannique († 17 novembre 2009).
  - Raffaele La Capria, écrivain italien († 26 juin 2022).
- 4 octobre : Shin Kyuk-ho, entrepreneur nippo-coréen († 19 janvier 2020).
- 5 octobre : Jean-François Liegme, peintre suisse († 29 juillet 1977).
- 6 octobre : Ljubinka Jovanović-Mihailović, peintre serbe († 2 août 2015).
- 8 octobre :
  - Eileen Essell, actrice anglaise († 15 février 2015).
  - Katharina Focke, femme politique allemande († 10 juillet 2016).
  - Guy Seradour, peintre français († 2 novembre 2007).
  - Svend Westergaard, compositeur et pédagogue danois († 22 juin 1988).
- 9 octobre : Fyvush Finkel, acteur américain († 14 août 2016).
- 11 octobre : Wolfgang Zuckermann, facteur de clavecins et écrivain allemand († 31 octobre 2018).
- 12 octobre : Agnelle Bundervoët, pianiste et compositrice française († 14 février 2015).
- 13 octobre : Gilberto Mendes, compositeur brésilien († 1er janvier 2016).
- 14 octobre :
  - Robert Chapatte, coureur cycliste et journaliste français († 19 janvier 1997).
  - Maurice Favières, animateur de radio et de télévision français († 11 avril 2016).
  - Yumeji Tsukioka, actrice japonaise († 3 mai 2017).
- 17 octobre : 
  - Luiz Bonfá, guitariste et compositeur brésilien († 12 janvier 2001).
  - Angel Wagenstein, réalisateur bulgare († 29 juin 2023).
- 18 octobre : Camillo Togni, compositeur, professeur et pianiste italien († 28 novembre 1993).
- 21 octobre : Liliane Bettencourt, femme d'affaires française († 21 septembre 2017).
- 22 octobre :
  - Juan Carlos Lorenzo, joueur et entraîneur de football argentin († 14 novembre 2001).
  - Ena de Silva, artiste srilankaise († 29 octobre 2015).
- 23 octobre : 
  - Coleen Gray, actrice américaine († 3 août 2015).
  - Jacques Guhl, poète, écrivain, footballeur helvétique († 20 janvier 2024).
- 25 octobre :
  - Joseph Sardou, évêque catholique français, archevêque émérite de Monaco († 19 septembre 2009).
  - Jacques Truphémus, peintre français († 8 septembre 2017).
- 27 octobre :
  - Michel Galabru, acteur français († 4 janvier 2016).
  - Léon Gautier, militaire français († 3 juillet 2023).
- 29 octobre :
  - Geoffroy Dauvergne, peintre, mosaïste, fresquiste et sculpteur français († 23 janvier 1977).
  - Robert Fonta, peintre, dessinateur et graveur français († 14 avril 1976).
- 31 octobre :
  - Barbara Bel Geddes, actrice américaine († 8 août 2005).
  - András Hegedüs, homme d'État hongrois († 23 octobre 1999).
  - Illinois Jacquet, saxophoniste de jazz américain († 22 juillet 2004).
  - Norodom Sihanouk, roi du Cambodge († 15 octobre 2012).

## Novembre
- 1er novembre : John Westbrook, acteur britannique († 16 juin 1989).
- 2 novembre : René Birr, cheminot et résistant alsacien († 1er juin 1943).
- 4 novembre : Benno Besson, homme de théâtre suisse († 23 février 2006).
- 5 novembre : María Isabel Rodríguez, médecin et femme politique salvadorienne.
- 6 novembre : Lars Edlund, compositeur, organiste et professeur de musique suédois († 21 décembre 2013).
- 7 novembre :
  - Ghulam Azam, homme politique bangladais († 23 octobre 2014).
  - Louis Stettner, photographe américain († 13 octobre 2016).
- 8 novembre : Christiaan Barnard, médecin sud-africain († 2 septembre 2001).
- 9 novembre :
  - Maja Bošković-Stulli, slaviste et folkloriste yougoslavo-croate, historienne de la littérature, écrivaine, éditrice et universitaire ((† 14 août 2012).
  - Raymond Devos, humoriste français d'origine belge († 15 juin 2006).
  - Piotr Slonimski, médecin, biologiste, et généticien français d'origine polonaise († 25 avril 2009).
  - Augusto Vargas Alzamora, cardinal péruvien, jésuite et archevêque de Lima († 4 septembre 2000).
- 10 novembre :
  - Massimo Bogianckino, homme politique italien († 8 décembre 2009).
  - Kenneth Pitt, imprésario britannique († 25 février 2019).
- 11 novembre :
  - George Blake, espion britannique († 26 décembre 2020).
  - Dante Isella, philologue et historien de la littérature italien. († 3 décembre 2007).
  - Fred Koenekamp, directeur de la photographie américain († 31 mai 2017).
  - Kurt Vonnegut, écrivain américain († 11 avril 2007).
- 12 novembre : Ichirō Abe, judoka japonais († 27 février 2022).
- 13 novembre : Madeleine Sherwood, actrice canadienne († 23 avril 2016).
- 14 novembre :
  - Boutros Boutros-Ghali, juriste, politologue, homme d'État et diplomate égyptien († 16 février 2016).
  - Roberto Lovera, joueur de basket-ball uruguayen († 22 juin 2016).
- 15 novembre :
  - Wojciech Fangor, peintre, graveur et sculpteur polonais († 25 octobre 2015).
  - Francesco Rosi, réalisateur et scénariste italien († 10 janvier 2015).
- 16 novembre :
  - Gene Amdahl, informaticien et entrepreneur américain († 10 novembre 2015).
  - Patricia Barry, actrice américaine († 11 octobre 2016).
  - Royal Dano, acteur américain († 15 mai 1994).
  - José Saramago, écrivain portugais, prix Nobel littérature 1998 († 18 juin 2010).
- 17 novembre :
  - Stanley Cohen, biologiste américain († 5 février 2020).
  - Albert Fornetti, footballeur français († 26 février 2007).
  - Lucien Villa, homme politique français († 12 mai 2018).
- 18 novembre : Agustín Gómez Pagóla, footballeur soviétique d'origine espagnole († 16 novembre 1976).
- 21 novembre :
  - Amīr Aṣlān Afshār, diplomate iranien († 18 février 2021).
  - Liliane Bert, actrice et animatrice de télévision française († 8 avril 2015).
  - Bernard Dufour, peintre, photographe et écrivain français († 22 juillet 2016).
- 22 novembre :
  - Fikret Amirov : compositeur et pédagogue soviétique azerbaïdjanais († 20 février 1984).
  - Jean Lafont, manadier français († 13 janvier 2017).
  - Abdelaziz Mathari, économiste et homme politique tunisien († 20 mai 2004).
- 23 novembre :
  - Paul Chytelman, écrivain, conférencier et résistant français († 26 avril 2016).
  - Suzy Falk, actrice belge († 6 juillet 2015).
- 25 novembre : Ilja Hurník, compositeur et essayiste tchèque († 7 septembre 2013).
- 26 novembre : Michel Toussaint, homme politique belge († 23 mars 2007).
- 27 novembre :
  - Claude Alphandéry, résistant, banquier et économiste français († 25 mars 2024).
  - Pingru Rao, auteur de bande dessinée chinois († 4 avril 2020).
- 28 novembre : Lode Anthonis, coureur cycliste belge († 12 janvier 1992).
- 29 novembre :
  - Pierre Bichet, peintre et cinéaste français († 18 février 2008).
  - Alain Gayet, Compagnon de la Libération († 20 avril 2017).
  - Toufic Succar compositeur libanais († novembre 2017).
- 30 novembre :
  - André Bord, homme politique français(† 13 mai 2013).
  - Custodio Dos Reis, coureur cycliste portugais puis français († 26 novembre 1959).
  - Brenda Shore, botaniste néo-zélandaise († 18 juin 1993).
- ? novembre : He Youzhi, auteur de bandes dessinées chinois († 16 mars 2016).

## Décembre
- 1er décembre :
  - Charles Gérard, acteur français d'origine arménienne († 19 septembre 2019).
  - Ernest Sterckx, coureur cycliste belge († 3 février 1975).
  - Paul Picerni, acteur américain († 12 janvier 2011).
- 2 décembre : René Démaret, footballeur français († 30 avril 1954).
- 3 décembre : Morog, Jean-Paul Delhumeau, sculpteur, graveur et peintre français († 1er septembre 2003).
- 4 décembre : Gérard Philipe, acteur français († 25 novembre 1959).
- 5 décembre : Francis Bouygues, industriel français († 24 juillet 1993).
- 7 décembre : Simon Hantaï, peintre français d'origine hongroise († 12 septembre 2008).
- 8 décembre :
  - Lucian Freud, peintre britannique († 20 juillet 2011).
  - Georges Gros, enseignant, conteur et écrivain français de langue occitane († 16 janvier 2018).
  - John B. McKay, pilote américain de X-15 († 27 avril 1975).
  - Jean Porter, actrice américaine († 13 janvier 2018).
  - Jean Ritchie, chanteuse américaine de musique folk († 1er juin 2015).
- 10 décembre :
  - Agnes Nixon, scénariste américaine († 28 septembre 2016).
  - André Nouschi, historien français († 7 mars 2017).
  - Edward Simpson, statisticien britannique († 5 février 2019).
- 11 décembre :
  - Robert Arden, acteur américain († 25 mars 2004).
  - Dilip Kumar, acteur indien († 6 juillet 2021).
- 12 décembre : Christian Dotremont, peintre et poète belge († 20 août 1979).
- 14 décembre :
  - Antonio Larreta, critique de cinéma et dramatique, romancier et acteur uruguayen († 19 août 2015).
  - Károly Németh, homme politique hongrois († 12 mars 2008).
  - Cecil Payne, saxophoniste de jazz américain († 27 novembre 2007).
- 16 décembre : Simonne Brugghe, résistante belge († 1987).
- 19 décembre : Georges Senfftleben, coureur cycliste sur piste français († 24 août 1998).
- 20 décembre : 
  - Berta Dovidova, chanteuse ouzbèke († 1er août 2007).
  - Barbara Stokes, pédiatre irlandaise († 22 mars 2009).
  - Aurora Venturini, romancière, nouvelliste, poétesse, traductrice et essayiste argentine († 24 novembre 2015).
- 21 décembre :
  - Cécile DeWitt-Morette, physicienne et mathématicienne française († 8 mai 2017).
  - D.M. Marshman Jr., scénariste américain († 17 septembre 2015).
- 22 décembre :
  - Brownie Mary, Mary Jane Rathburn, militante américaine pour le cannabis médical († 10 avril 1999).
  - Jacques Busse, peintre français († 22 août 2004).
  - Daniel Pellus, journaliste et historien français († 6 août 2009).
  - Jim Wright, homme politique américain († 6 mai 2015).
  - Jean Malaurie, ethno-historien, géographe français († 5 février 2024).
- 23 décembre : Micheline Ostermeyer, sportive et pianiste française († 17 octobre 2001).
- 24 décembre :
  - Božo Broketa, footballeur yougoslave († 26 juillet 1985).
  - Ava Gardner, actrice américaine († 25 janvier 1990).
  - Jonas Mekas, écrivain et réalisateur lituanien et américain  († 23 janvier 2019).
- 27 décembre : Odette Nilès, résistante et militante politique française († 27 mai 2023).
- 28 décembre :
  - Antoine Humblet : entrepreneur et homme politique belge († 25 novembre 2011).
  - Stan Lee, scénariste et directeur de publication américain († 12 novembre 2018).
  - Hannes Lindemann, médecin, navigateur et céiste allemand († 17 avril 2015).
- 29 décembre : William Gaddis, romancier américain († 16 décembre 1998).
- 30 décembre :
  - Davos Hanich, peintre et sculpteur français († 1987).
  - Jane Langton, illustratrice et romancière américaine († 22 décembre 2018).
  - Lucien Lazaridès, coureur cycliste français († 19 juillet 2005).
  - Marc Sleen, dessinateur de presse et auteur de bande dessinée belge d'expression néerlandaise († 6 novembre 2016).
- 31 décembre : François Gay, géographe français († 22 janvier 2019).

## Date inconnue
- Hamza al Qâdiri al Boutchichi, guide spirituel marocain († 18 janvier 2017).
- Heinz Alt, compositeur allemand († 6 janvier 1945).
- Lily Anderson, militante sociale et communiste irlandaise († août 1982).
- Edith Muriel Carlisle, médecin américaine († 1987).
- Ouardi Chabani, constructeur et promoteur immobilier algérien († 8 mars 2007).
- Eduardo Dhelomme, peintre et sculpteur franco-brésilien († 2006).
- Jacqueline Frédéric-Frié, poétesse française († 2009).
- Corinne Gallant, philosophe et professeure canadienne († 24 juillet 2018).
- James Inglis, criminel britannique connu pour la rapidité de son procès et de son exécution († 8 mai 1951).
- Galeazzo von Mörl, peintre italien († 23 décembre 2011).
- Alexandre Reza, joaillier d'origine russe († 15 janvier 2016).
- Soichiro Tomioka, peintre japonais  († 1994).